# Mickledore
Mickledore ist ein Bergpass im nordenglischen Nationalpark Lake District, der die beiden Täler Wasdale und Eskdale verbindet. Er liegt zwischen den beiden höchsten Bergen Englands, dem Scafell Pike und dem Sca Fell.
Obwohl der Weg zu dem Felsgrat bedenklich aussieht, kann er doch vom Scafell Pike aus einfach erreicht und überquert werden. Allerdings wird der Zugang zum Gipfel des Sca Fell von der berüchtigten „Broad Stand“ genannten Felswand versperrt. Diese Felswand, die auf den ersten Blick wenig gefährlich wirkt, ist tatsächlich nur schwer zu bezwingen und bei einem Abstiegsversuch als besonders gefahrenträchtig einzuschätzen. Auf der englischen Schwierigkeitsskala wird sie mit „D“ (=difficult) eingestuft. Als prominentestes Absturzopfer gilt der Dichter Samuel Taylor Coleridge, der seine wundersame Rettung nach einem lebensgefährlichen Fall eindrücklich geschildert hat.
Dem Wanderer, der eine sichere Route zwischen dem Gipfel des Scafell Pike und dem Sca Fell sucht, ist der Weg über den Mickledore daher nicht zu empfehlen. Eine sichere Route, die allerdings einen Abstieg bis weit unter die Höhe des Mickledore erforderlich macht, führt über den Foxes Tarn. Eine größere Herausforderung stellen die Lord’s Rake Route sowie der Weg über die West Wall Traverse dar. Lord’s Rake wird seit einem Felssturz 2001 durch in der Scharte verklemmte große und instabile Felsbrocken sowie losen Schotter ebenfalls als gefährlich bezeichnet und es wird zu besonderer Vorsicht beim Aufstieg auf dieser Route geraten.